# Medusa Lake
Der Medusa Lake ist ein leicht brackiger See an der Ingrid-Christensen-Küste des ostantarktischen Prinzessin-Elisabeth-Lands. In den Vestfoldbergen liegt er östlich des Ephyra Lake, mit dem er zeitweilig über einen 1 m breiten und 0,5 m tiefen Kanal in Verbindung steht. Seine Uferlänge beträgt 3,5 km.
Das Antarctic Names Committee of Australia benannte ihn 2006 nach der Ähnlichkeit seiner Form mit einer Meduse.